# Jelle Bouma
Jelle Bouma (Maarssen, 24 augustus 1984) is een Nederlands voormalig voetballer.
Bouma, die voornamelijk als vleugelverdediger op het veld verscheen, speelde voor zijn overstap naar Rijnsburgse Boys profvoetbal bij HFC Haarlem. Daarvoor maakte hij deel uit van de jeugdopleiding van FC Utrecht, Elinkwijk, PSV en OSM '75.

## Loopbaan
| Seizoen | Team        | Wedstrijden | Doelpunten | Competitie     |
| ------- | ----------- | ----------- | ---------- | -------------- |
| 2006/07 | HFC Haarlem | 26          | 0          | Eerste divisie |
| Totaal  |             | 26          | 0          |                |